# Нилтон Кардосо
Нилтон Роджерио Кардосо Фернандес (роден на 7 март 1979 г. в Брава) е бивш футболист, полузащитник.

## Кариера
Притежава португалски паспорт. Играл е за Боавища, Авеш, Жил Висенте, Етникос Ахнас, НК Марибор и Черноморец (Бургас).

## Отличия
- Купа на Словения шампион 2007 г.

#### NK Maribor
- Словения Първа Лига шампион 2009 г.

## Статистика по сезони
| Сезон    | Отбор           | Първенство | Мачове | Голове |
| -------- | --------------- | ---------- | ------ | ------ |
| 2009/10  | Черноморец (Бс) | А група    | 11     | 0      |
| 2010/ec. | Черноморец (Бс) | А група    | 0      | 0      |